# プラム (ペンシルベニア州)
プラム（英: Plum）は、アメリカ合衆国ペンシルベニア州のアレゲニー郡にある町（ボロ）。ピッツバーグ都市圏に属している。人口は2万7144人（2020年）。
プラムは以前にタウンシップだったものと現在の状態を区別するためにプラム・ボロと呼ばれることが多い。プラム・タウンシップとしては1788年に設立され、ボロとして1956年に再編された。近くを流れるプラム・クリークから町の名が採られた。

## 歴史
1788年9月24日にアレゲニー郡が結成された。当初は7つのタウンシップで構成されており、プラムもその1つだった。当初は、南はバーセイルズまで（現在のノースバーセイルズ・タウンシップ）、東は郡境まで、西はペン・タウンシップまで、北はアレゲニー川までが領域であり、1788年12月18日に設立された。その後の長い年月の間に幾らか小さくなったが、それでもアレゲニー郡では最大級の自治体の状態を維持している。

## 地理
アメリカ合衆国国勢調査局に拠れば、領域全面積は29.0平方マイル (75 km2)であり、このうち陸地28.6平方マイル (74 km2)、水域は0.4平方マイル (1.0 km2)で水域率は1.34%である。

### 水路
- パケタ・クリーク、 プラムとウェストモアランド郡ロウアーバーレル市との境界線でアレゲニー川と合流する[4]
- エイバーズ・クリーク
- プラム・クリーク、プラム・ボロ内に水源がある[5]
  - リトル・プラム・クリーク

### 周辺の町
- モンロービル・ボロ（南）
- ペンヒルズ・タウンシップ（西）
- オークモント・ボロ（西）
- ハーマー・タウンシップ（北のアレゲニー川対岸）
- チェスウィック・ボロ（北のアレゲニー川対岸）
- スプリングデール・ボロ（北のアレゲニー川対岸）
- ロウアーバーレル市（北のウェストモアランド郡内）
- アッパーバーレル・タウンシップ（北東のウェストモアランド郡内）
- マリーズビル・ボロ（東のウェストモアランド郡内）

## 人口動態
以下は2010年国勢調査による人口統計データである。
| 基礎データ - 人口: 27,126 人 - 世帯数: 10,528 世帯 - 家族数: 7,431 家族 - 人口密度: 361.2人/km2（935.4 人/mi2） - 住居数: 10,528 軒 - 住居密度: 140.2軒/km2（363.0 軒/mi2） 人種別人口構成 - 白人: 93.9% - アフリカン・アメリカン: 3.6% - ネイティブ・アメリカン: 0.1% - アジア人: 1.1% - 太平洋諸島系: 0.00% - その他の人種: 0.2% - 混血: 1.0% - ヒスパニック・ラテン系: 0.9% 年齢別人口構成 - 20歳未満: 24.2% - 20-24歳: 2.5% - 25-44歳: 24.4% - 45-64歳: 29.6% - 65歳以上: 16.8% - 年齢の中央値: 43歳 - 性比（女性100人あたり男性の人口） - 総人口: 97.6 | 世帯と家族（対世帯数） - 18歳未満の子供がいる: 29.5% - 結婚・同居している夫婦: 62.6% - 非家族世帯: 29.4% - 単身世帯: 24.5% - 65歳以上の老人1人暮らし: 12.6% - 平均構成人数 - 世帯: 2.55人 - 家族: 3.09人 収入と家計 - 収入の中央値 - 世帯: 66,680米ドル - 家族: 74,941米ドル - 性別 - 男性: 54,119米ドル - 女性: 40,625米ドル - 人口1人あたり収入: 30,474米ドル - 貧困線以下 - 対人口: 4.8% - 対家族数: 3.8% - 18歳未満: 6.3% - 65歳以上: 3.2% |

## 教育
プラム・ボロ教育学区がボロ内幼稚園から12年生の教育を管轄している。小学校は幼稚園から6年生を教え、5校ある。中学はA・E・オブロック・ジュニア・高校であり、7年生と8年生を教え、またプラム・シニア高校が9年生から12年生を担当している。この他に以前は小学校が2校あったが、どちらも廃校になった。
ボロ内にはプラム・ボロ・コミュニティ図書館がある。ここにはアレゲニー・フットヒルズ歴史協会の歴史室が入っている。歴史協会はボイス公園にある再建されたカーペンター家丸太小屋のツアーを行っている。

## ランドマーク
- オークモント・カントリークラブはその全体がプラム・ボロの中にある。そのコースは雑誌「ゴルフダイジェスト」のアメリカのゴルフコース100傑で、常に5位以内に入っている。2007年では第5位だった[9]。このランキングの歴史で毎年10位以内に入り続けることでは数少ないコースの1つである。攻略が大変なコース50傑の中でも第5位に入っており、一方 GolfLink.com は第3位に挙げている[10]。2007年には8回目となる全米オープンを開催し、最高回数を記録した。

- ペンシルベニア・ターンパイクのマイルポスト49から55がプラムの中に入っている[11]。

## 著名な出身者
- ウィリアム・ディクソン・ボイス、アメリカ・ボーイスカウトの創設者